# 馬雷克·蘇希
馬雷克·蘇希（1988年3月29日—）是一位捷克足球運動員，場上司职后卫，現效力於捷甲球隊博萊斯拉夫。他也代表捷克國家足球隊參賽。